# Roger Lambelin
Pour les articles homonymes, voir Lambelin.
Roger Lambelin, né à Laval (Mayenne) le 13 octobre 1857 et mort à Paris le 16 mai 1929, écrivain, journaliste et militant royaliste français.

## Biographie

### Origine
Fils de Louis-François Théodore Lambelin et de Marie-Élisabeth Bertier, Roger Lambelin naît à Laval le 13 octobre 1857, où son père est trésorier-payeur général. Son père, né à Lille en 1815, est décoré de la médaille de Crimée, chevalier de l'ordre de la Légion d'honneur et de l'ordre de Pie IX et appartient à une vieille famille de terriens lillois, diversifiée depuis le XVIIe siècle, dans les activités d'épuration d'huile, d'extraction de pétrole et de transports maritimes, les Lambelin-Ternoy-Goube. 

### Les débuts
Roger Lambelin est élevé dans la fidélité à la branche aînée des Bourbons. Après de brillantes études à la Rochelle et à Paris, c'est à la célèbre école de la Rue des Postes (actuelle Rue Lhomond) qu'il prépare Saint-Cyr.
Il est profondément marqué par l'Œuvre des cercles catholiques d'ouvriers qui lui apparaît comme le mouvement précurseur d'une restauration fondamentale, à la fois, religieuse, sociale, et politique. Dès 1872, Roger Lambelin adhère aux Cercles catholiques ouvriers, fondés par Maurice Maignen, le comte Albert de Mun, et le professeur François Guermonprez (1849-1932).

### Saint-Cyr
En 1877, il intègre l'École spéciale militaire de Saint-Cyr en 1877. A l’Ecole, avec ses camarades Joseph de la Bouillerie et Louis de la Bruyère, il organise une association rattachée à l’œuvre des cercles catholiques et royalistes. A l’avènement de Léon XIII, ces trois saint-cyriens rédigèrent une adresse au Pape qui est signée par 140 élèves. L’affaire n’eut d’ailleurs pas de suite, mais Albert de Mun enjoignit aux « trois » de dissoudre leur association
Il sort de Saint-Cyr trente-deuxième, où il est particulièrement apprécié pour son sérieux et sa rigueur : promotion de Plewna, en compagnie du futur maréchal Philippe Pétain, du futur père Charles de Foucauld et du marquis de Morès, fondateur de la Ligue antisémitique de France avec Édouard Drumont.

### Carrière militaire
Il est nommé sous-lieutenant au 101e régiment d'infanterie, à Laval, où il reste deux ans. Affecté ensuite à Paris, il est nommé à la brigade typographique du génie de l'Est. Il profite de ces premières années de service pour passer ses examens de droit et pour aller, au cours de trois congés successifs, étudier en Angleterre l’organisation de l’armée anglaise. En 1883, il est nommé lieutenant au 115e régiment d'infanterie, à Mamers. L'Expédition du Tonkin étant décidée, il demande à passer dans l’armée coloniale. Il est envoyé au Tonkin en juin 1885 et y demeure jusqu’en octobre 1887, participant aux diverses opérations qui s’y déroulent. Il est blessé, d'un coup de feu à la tête, lors de l'assaut de Ba Dinh. À cette époque, il fait ses premiers écrits sous le pseudonyme de Raoul Loky. Proposé au choix pour l’avancement, il est promu capitaine, en octobre 1887, pendant la traversée de retour en France.
En 1888, il juge primordial l'action politique et démissionne de l'armée pour rejoindre son père dans la Mayenne et se consacre à la politique et à la littérature. Lambelin est d'ailleurs connu des Princes puisqu'en 1888 il a été envisager de lui confier la formation militaire de Philippe d'Orléans, Duc d'Orléans aux Indes, et puisqu'en 1890, on lui a demandé un exposé sur la question du Tonkin.

### Vie politique, journaliste
Il crée à Paris l'hebdomadaire Samedi Revue, où Charles Maurras fait ses débuts. Il y affirme clairement que les réformes ne peuvent être réalisées que par la monarchie historique dont Philippe d'Orléans, comte de Paris est le représentant, monarchie ouverte à tous, oublieuse des querelles du passé, forte et libérale, ardente à la recherche du progrès, mais fidèle aussi aux traditions sans lesquelles un peuple ne peut être ni grand ni respecté. Lambelin réunit là des collaborateurs de choix, dont Charles Maurras, mais aussi Edmond Biré, Victor du Bled ou Paul Le Breton, qui traite du protectionnisme ; la préoccupation fondamentale semble être de faire de la monarchie le couronnement d'un édifice social bien construit. Par contre sont fustigées toutes les combinaisons de politiciens retors comme l'alliance avec le général Georges Boulanger ou l'appel à la Nation.
En 1889, il est un des fondateurs de la Jeunesse royaliste avec l'avocat Eugène Godefroy, Guéneau de Mussy et Paul Le Breton fils. 
Au bout de deux ans, Samedi revue ayant dû cesser de paraître, il collabore régulièrement à La Gazette de France dans laquelle il rédige le bulletin de l'étranger. 
A plusieurs reprises il rend visite à Philippe d'Orléans, comte de Paris avec des groupes de la Jeunesse royaliste et des groupes d’ouvriers. En 1894, à la mort de Philippe d'Orléans, Comte de Paris, il effectue le pélerinage à la résidence anglaise de Stowe House et à à la chapelle Saint-Charles Borromée de Weybridge, et acclamer Philippe d'Orléans prétendant orléaniste au trône de France sous le nom de « Philippe VIII.  Tous les ans, il organise un congrès de la Jeunesse royaliste.

### Paris et la Mayenne
En mal 1894, il se présente au Conseil municipal de Paris. En ballottage avec Joseph Ménard, il l'emporte sur son concurrent avec une forte majorité et reste, pendant dix-huit ans jusqu'en 1912, le représentant royaliste du Quartier des Invalides. 
Lambelin s'intéresse toujours à la Mayenne, où il situe son roman Fils de Chouan. Il y possède quelques métairies et en 1897, il achète à M. Turpin de la Tréhardière le Château de la Sicorie à Saint-Germain-le-Guillaume, qu'il reconstruit et modernise. Mais s'il se trouve en totale sympathie avec les propriétaires fonciers de son pays natal lorsqu'il évoque la vie des campagnes, il y a en lui d'autres dimensions que le mettent à part et l'empêchent de pénétrer de plain-pied dans la mentalité du châtelain local : c'est d'une part le publiciste parisien, qui collabore, en même temps, à d'autres publications : The Economist, La Revue du monde catholique, Le Correspondant, La Revue hebdomadaire, La Revue des questions historiques, par exemple - et c'est d'autre part l'homme d'affaires qui a des intérêts dans la flotte nantaise et se passionne par nationalisme pour le développement de la marine marchande française. Il contribue à la fondation de la compagnie des Chargeurs de l'Ouest et il conseille parfois les Messageries de l'Ouest. Lambelin a une vision et une connaissance de la société moderne bien plus ouvertes que celles des gentilshommes terriens ; aussi son royalisme de raison est-il quelque peu différent de leur royalisme de sentiment, et son esprit conquérant s'accomode assez mal de leur résignation au conservatisme<. Ce sont les raisons pour lesquelles, dans la Mayenne, la Jeunesse royaliste ne réunit guère que quelques tout jeunes gens, avides d'action, autour d'un grand propriétaire, le comte Paul de Malherbe, qui comme Lambelin, diffère assez selon Michel Denis du cas-type.
Lambelin est alors parfaitement convaincu de la nécessité d'un coup d'état et il a été mis au courant des préparatifs de la Tentative de coup d'État du 23 février 1899. En 1899, il est fait chevalier de la Légion d'honneur. En 1908, il réorganise la Bibliothèque historique de la ville de Paris (projet voté au conseil municipal le 24 décembre).

### L'Action française
Roger Lambelin voit la résurgence dans la Ligue d'Action française de ses Jeunesses royalistes. Il s'efforce, avec André Buffet et le comte Eugène de Lur-Saluces d'aplanir les obstacles que le nouveau groupement rencontre du côté des anciennes organisations. Collaborateur des débuts de l'Action Française, il est notamment appelé par le duc d'Orléans, à assurer la direction de son Bureau politique, en janvier 1909, au moment où s'installe un profond désaccord entre l'Action Française et les comités royalistes de la Seine à propos de l'activité des Camelots du Roi à la Sorbonne ; dans les instructions qu'il obtient du prince. Pendant quelques mois, Lambelin réussit à déjouer toutes les intrigues, il félicite officiellement les adversaires d'Amédée Thalamas (Voir : Affaire Thalamas), l'insulteur de Jeanne d'Arc ; il proclame sans compromission les buts vers lesquels on tend : 1. La monarchie sera forte ; 2. La monarchie sera décentralisée ; 3. la monarchie sera protectrice des libertés publiques et des intérêts nationaux ; 4. La monarchie sera sociale, en rétablissant les corporations. Le duc d'Orléans approuve, mais les embûches se multiplient et, à la suite du décès de sa femme, Lambelin croit devoir se retirer en juin 1910 du Bureau politique du duc d'Orléans, le prétendant au trône, qu'il finit par quitter contre l'avis de ce dernier. Il laisse la place au comte Henry de Larègle qui retourne le prétendant au bénéfice de l'ancienne école.

### Première Guerre mondiale
Le 1er août 1914, il rejoint à Cherbourg le 3e division d'infanterie coloniale et prend part à toute la retraite de la Marne. Il est blessé le 7 septembre d'une balle à la jambe au combat d'Écriennes lors de la Première bataille de la Marne ce qui lui vaut une citation à l'ordre de la brigade.
Il revient aux armées à peine guéri, et fait partie du corps expéditionnaire des Dardanelles, d’où il est envoyé en Egypte comme commandant d’armes des troupes françaises. Il quitte ce pays en mai 1916 avec les derniers détachements français, va commander à Rochefort-sur-Mer le dépôt des 3e, 23e et 33e colonial. En 1917, il est nommé au commandement du 14e bataillon malgache en Alsace (au côté du médecin ardéchois Jos Jullien) et apprend la langue de ses troupes. C’est là que l’atteint, en mai 1918, la loi sur le rajeunissement des cadres. Il est dans l'obligation de quitter l’armée, avant le jour de J de la victoire.

### Retour en politique
Après la guerre, il se consacre à la publication d'ouvrages antisémites où il dénonce des complots judéo-maçonniques, craignant que la constitution d'un État juif ne se fasse aux dépens des Arabes et embrase la région, entraînant les Occidentaux dans un futur volcan. Il préface la réédition de 1925 des Protocoles des sages de Sion, falsification antisémite, rejetant l'enquête du Times sur l'origine du document et son absence de fondement. Roger Lambelin contribue également à la propagande germanophobe menée par l’Action française.
En 1919, il est un des membres du conseil d'administration du Courrier du Maine. En 1922, il devient directeur de la Revue des questions historiques, qu'il sauve d'une faillite annoncée.
Il meurt en 1929. L'Église refuse les obsèques religieuses, en raison de son appartenance à l'Action française, condamnée par le Vatican trois ans plus tôt.

### Vie privée
En 1896, il épouse Marie Gabrielle Bon de Gayffier, qui meurt en 1910 après une longue agonie. En mai 1914, il épouse Anne de Mas Latrie, alors âgée de 36 ans, dont le grand-père Louis de Mas Latrie, est, avec le marquis de Beaucourt, le fondateur de la Revue des questions historiques.

## Publications
- Le Général Gordon (sous le pseudonyme de Raoul Loky) – Extrait de la Revue du Monde catholique, éd. V. Palmé, 1885.
- L'intervention européenne au Mexique, extrait de la Revue des Questions Historiques, 1891.
- Metz et le Maréchal Bazaine, extrait de la Revue des Questions Historiques, Paris, 1892.
- Nouveaux documents sur l'histoire de Marie Stuart, extrait de la revue des Questions Historiques, Paris, 1893.
- Le retour de l'Ile d'Elbe, extrait de la Revue des Questions Historiques,Paris, 1893.
- La Bataille de Waterloo, extrait de la Revue des Questions Historiques, Paris, 1899.
- Fils de chouan, roman contemporain Plon, 1894.
- La Sicile, notes et souvenirs, Desclée, de Brouwer, Paris, 1894.
- La Première invasion de la Belgique, extrait de la Revue des Questions Historiques, Paris, 1903.
- Notre marine marchande, sa décadence, sa législation, son avenir, Challamel, 1898.
- avec M. Millerand, Charles Édouard de La Jaille, Paul Copin-Albancelli, L'Armée et la Franc-maçonnerie, Bourges, Éditions de L'Entente nationale, recueil de discours de divers orateurs, Bourges, 1905.
- L’expansion maritime de l’Allemagne : le cinquantenaire du Norddeutscher Lloyd  – Extrait du Correspondant, éd. de Soye, 1907.
- Rapport au nom de la sous-commission du budget sur le budget de 1909, Imp. municipale, 1908.
- Visite aux Invalides: L'Eglise Saint Louis, plans et détails, préface de Roger Lambelin, Paris, 1908.
- Comptes-rendus divers, extrait de la Revue des Questions Historiques, Paris, 1914, n° 95.
- Sous le soleil d’Égypte. Un cœur d’homme, roman, Nouvelle Librairie Nationale, 1914, Grasset, 1921.
- Le péril juif - Le règne d'Israël chez les Anglo-Saxons, Grasset, 1921.
- Protocoles des Sages de Sion, introduction par Roger Lambelin, Grasset, 1921 (plusieurs rééditions 1936, 1937).
- L’Égypte et l’Angleterre vers l’indépendance : de Mohammed Ali au roi Fouad, Grasset, 1922
- Roger Lambelin : Le Régime des Capitulations en Egypte ; In La Revue universelle. Tome XV, 1er octobre 1923, Jacques Bainville, directeur.
- Le péril juif – L’impérialisme d’Israël, Grasset, 1924.
- La question du Soudan égyptien, extrait de Le Correspondant, Paris, 1924.
- Deux livres d'histoire générale: Angleterre et France, extrait de la Revue des Questions Historiques, 1924.
- Roger Lambelin : La Question scolaire au Canada. in La Revue Universelle, Tome XXIII, 1er octobre 1925, directeur Jacques Bainville.
- Le péril juif – les victoires d’Israël, Grasset, 1928.
- Roger Lambelin a collaboré au Correspondant, à la Quinzaine, au Polybiblion, à la Revue des questions historiques, dont il a repris la publication, à l' Action Française.

## Sources
- Le péril juif - Le règne d'Israël chez les Anglo-Saxons, Grasset, 1921.
- Le péril juif - L'impérialisme d'Israël, Grasset 1924.
- Un royaliste, Roger Lambelin (1857-1927), éditions Bossard, 1930.
- Samedi-Revue et la « Jeunesse  Royaliste » (PDF) page 24 de la revue Lys rouge n°50, 3e trimestre 2002.
- Alphonse Leroy graveur, 1820-1902, Editions Heritage Architectural, 2007.
- Le Testament d'un antisémite, Edouard Drumont, Editions Dentu, Paris, 1891.
- Almanach de l'Action Française, Librairie de l'Action Française, 1925, 1928, 1930.
- Edilité parisienne. Portraits et biographies des 80 conseillers municipaux de Paris, Publication municipale, Paris, 1904.
- La Mayenne, 28 mai 1929
- Michel Denis, Les royalistes de la Mayenne